# Baltimore Colts 1980
La stagione 1980 dei Baltimore Colts è stata la 28ª della franchigia nella National Football League. Guidati dall'allenatore al primo anno Mike McCormack, i Colts conclusero con un record di 7 vittorie e 9 sconfitte, al quarto posto della AFC East.

## Roster
| Roster dei Baltimore Colts nel 1980 |
| --- |
| Quarterback - 7 Bert Jones - 11 Greg Landry Running Back - 27 Curtis Dickey - 38 Cleveland Franklin - 29 Ben Garry - 23 Don McCauley - 39 Marvin Sims FB - 20 Joe Washington Wide Receiver - 80 Ray Butler - 84 Randy Burke - 81 Roger Carr - 87 Brian DeRoo - 45 Mike Siani Tight End - 83 Mack Alston - 85 Ron LaPointe - 86 Reese McCall - -- Bob Raba Offensive Linemen - 53 Ray Donaldson C - 66 Chris Foote G - 69 Wade Griffin T - 68 Jeff Hart T - 62 Ken Huff G - 75 George Kunz T - 57 Ken Mendenhall C - 61 Robert Pratt G Defensive Linemen - 63 Mike Barnes DT - 72 Fred Cook DE - 76 Joe Ehrmann DT - 79 Greg Fields DE - 88 Herb Orvis DT - 71 Mike Ozdowski DE Linebacker - 58 Steve Heimkreiter - 51 Ricky Jones - 55 Barry Krauss MLB - 54 Sanders Shiver OLB - 56 Ed Simonini MLB - 52 Ed Smith - 59 Mike Woods OLB Defensive Back - 26 Kim Anderson FS - 44 Lyle Blackwood FS - 47 Larry Braziel CB - 25 Nesby Glasgow CB/FS - 42 Derrick Hatchett CB - 40 Bruce Laird SS - 37 Reggie Pinkney SS Special Team - 4 Mike Bragg P - 5 Steve Mike-Mayer K |
| Legenda - I rookie sono in corsivo. - Il primo ruolo è il principale mentre gli eventuali successivi indicano i ruoli secondari. - (IR) sta per Injured Reserve ed indica la lista ristretta per un solo giocatore infortunato che può tornare ad allenarsi dopo la settimana 6 e a rientrare in prima squadra dopo che questa ha giocato 8 partite. - (NF-Inj.) / (NF-Ill.) stanno rispettivamente per Non-Football Injured e Non-Football Illness ed indicano le liste dove viene inserito un giocatore che ha un infortunio o una malattia non dipendente dal football americano. - (PUP) sta per Physically Unable to Perform ed indica la lista dove viene inserito un giocatore mentre è in attesa di recuperare la condizione fisica. Nella stagione regolare dopo la sesta partita giocata dalla propria squadra, il giocatore ha tempo tre settimane per riprendere ad allenarsi, più tre settimane aggiuntive dal suo rientro agli allenamenti per rientrare in prima squadra.                                                                                  |

Fonte:

## Calendario
| Stagione regolare |                   |                         |           |        |                    |          |
| Turno             | Data              | Avversario              | Rosiltato | Record | Stadio             | Pubblico |
| 1                 | 7 settembre 1980  | at New York Jets        | V 17–14   | 1–0    | Shea Stadium       | 50,777   |
| 2                 | 14 settembre 1980 | Pittsburgh Steelers     | S 17–20   | 1–1    | Memorial Stadium   | 54,914   |
| 3                 | 21 settembre 1980 | at Houston Oilers       | S 16–21   | 1–2    | Astrodome          | 47,878   |
| 4                 | 28 settembre 1980 | New York Jets           | V 35–21   | 2–2    | Memorial Stadium   | 33,373   |
| 5                 | 5 ottobre 1980    | at Miami Dolphins       | V 30–17   | 3–2    | Miami Orange Bowl  | 50,631   |
| 6                 | 12 ottobre 1980   | at Buffalo Bills        | V 17–12   | 4–2    | Rich Stadium       | 73,634   |
| 7                 | 19 ottobre 1980   | New England Patriots    | S 21–37   | 4–3    | Memorial Stadium   | 53,924   |
| 8                 | 26 ottobre 1980   | St. Louis Cardinals     | S 10–17   | 4–4    | Memorial Stadium   | 33,506   |
| 9                 | 2 novembre 1980   | at Kansas City Chiefs   | V 31–24   | 5–4    | Arrowhead Stadium  | 52,383   |
| 10                | 9 novembre 1980   | Cleveland Browns        | S 27–28   | 5–5    | Memorial Stadium   | 45,369   |
| 11                | 16 novembre 1980  | at Detroit Lions        | V 10–9    | 6–5    | Pontiac Silverdome | 77,677   |
| 12                | 23 novembre 1980  | at New England Patriots | S 21–47   | 6–6    | Schaefer Stadium   | 60,994   |
| 13                | 30 novembre 1980  | Buffalo Bills           | V 28–24   | 7–6    | Memorial Stadium   | 36,184   |
| 14                | 7 dicembre 1980   | at Cincinnati Bengals   | S 33–34   | 7–7    | Riverfront Stadium | 35,651   |
| 15                | 14 dicembre 1980  | Miami Dolphins          | S 14–24   | 7–8    | Memorial Stadium   | 30,564   |
| 16                | 21 dicembre 1980  | Kansas City Chiefs      | S 28–38   | 7–9    | Memorial Stadium   | 16,941   |

## Classifiche
| AFC East             |    |    |   |      |      |     |     |     |     |
|                      | V  | S  | P | %    | CONF | DIV | PF  | PS  | STR |
| Buffalo Bills(3)     | 11 | 5  | 0 | .688 | 4–4  | 8–4 | 320 | 260 | W1  |
| New England Patriots | 10 | 6  | 0 | .625 | 6–2  | 9–3 | 441 | 325 | W2  |
| Miami Dolphins       | 8  | 8  | 0 | .500 | 3–5  | 4–8 | 266 | 305 | L1  |
| Baltimore Colts      | 7  | 9  | 0 | .438 | 5–3  | 6–8 | 355 | 387 | L3  |
| New York Jets        | 4  | 12 | 0 | .250 | 2–6  | 3–9 | 302 | 395 | W1  |